# The Wanderer (película de 1925)

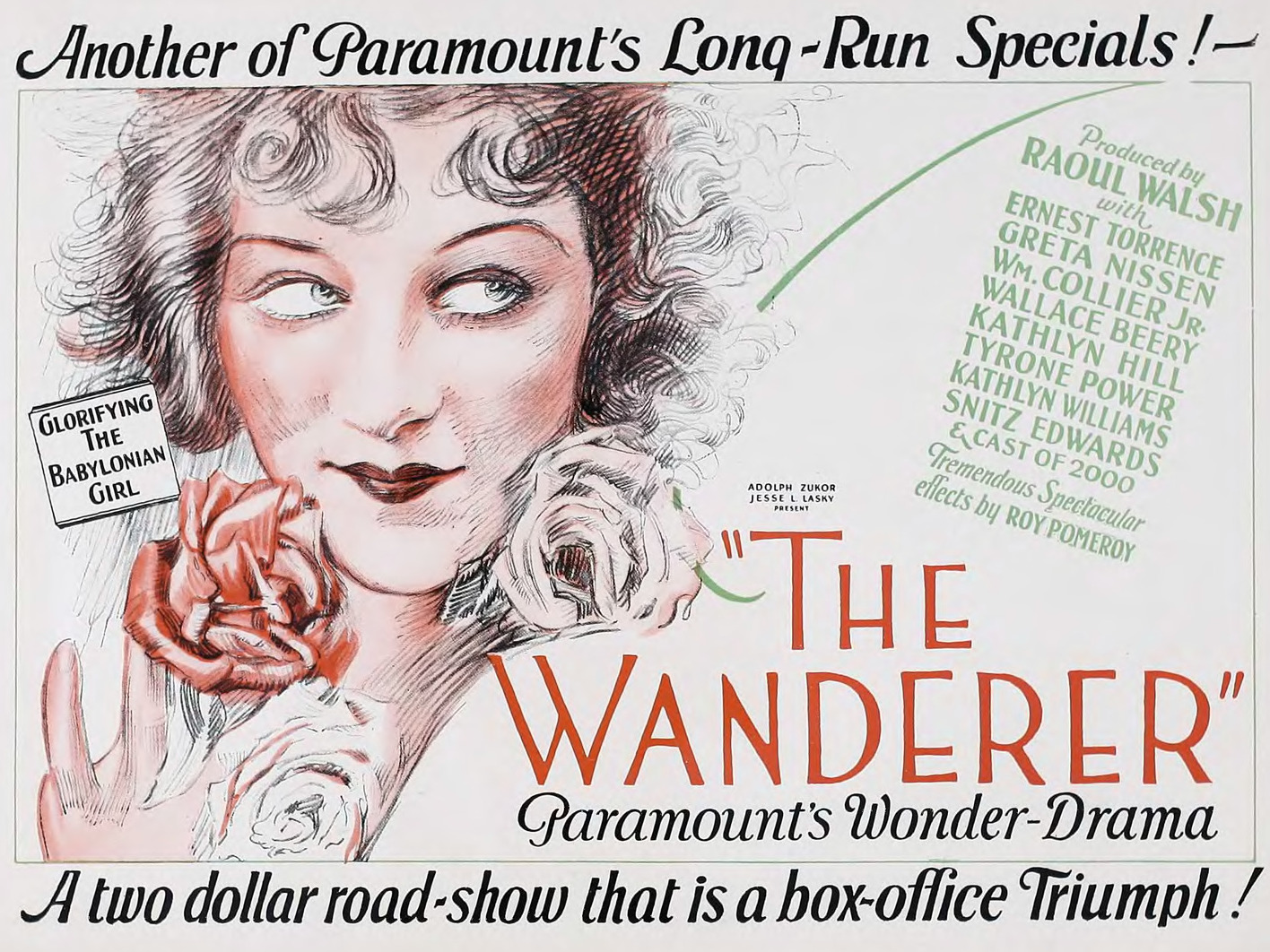
Anuncio de 1925 de la película The Wanderer

The Wanderer es una película dramática muda estadounidense de 1925 dirigida por Raoul Walsh y protagonizada por Greta Nissen, Wallace Beery y Tyrone Power, Sr. Fue distribuida por Paramount Pictures.

## Reparto
- Greta Nissen como Tisha (acreditada como Grete Ruzt-Nissen)
- William Collier, Jr. como Jether
- Ernest Torrence como Tola
- Wallace Beery como Pharis
- Tyrone Power, Sr. como Jesse (acreditado como Tyrone Power)
- Kathryn Carver como Naomi (acreditada como Kathryn Hill)
- Kathlyn Williams como Huldah
- George Regas como Gaal (acreditada como George Rigas)
- Holmes Herbert como Profeta
- Snitz Edwards como Joyero
- Lillian Butterfield como Chica en Bacanal (sin acreditar)
- Sôjin Kamiyama como Sadyk el Joyero (sin acreditar)
- Melva Lockhart como Chica en Bacanal (sin acreditar)
- Myrna Loy como Chica en Bacanal (sin acreditar)
- Helen Virgil como Chica en Bacanal (sin acreditar)

## Estado de preservación
Una copia incompleta de la película sobrevive actualmente.